# Stéphanie Foretz
 (août 2020).
Si vous disposez d'ouvrages ou d'articles de référence ou si vous connaissez des sites web de qualité traitant du thème abordé ici, merci de compléter l'article en donnant les références utiles à sa vérifiabilité et en les liant à la section « Notes et références ».
Stéphanie Foretz, née le 3 mai 1981 à Issy-les-Moulineaux, est une ancienne joueuse de tennis française. Elle est aussi connue sous son nom d'épouse, Stéphanie Foretz-Gacon, à la suite de son mariage entre 2010 et 2014.
Elle a remporté dix titres sur le circuit ITF mais aucun sur le circuit WTA. Sa seule victoire sur le top 10 date d'avril 2002, quand elle bat Monica Seles, alors no 6, en huitième de finale du tournoi de Charleston (6-4, 7-66).
Elle a gagné le championnat de France des 17-18 ans en 1998 et le championnat d'Europe des 17-18 ans en 1999.
À la fin de sa carrière en 2016, elle devient entraîneuse de sa compatriote Amandine Hesse.

## Palmarès

### Titre en double dames
Aucun

### Finales en double dames
| No | Date       | Nom et lieu du tournoi                  | Catégorie | Dotation  | Surface         | Vainqueures                      | Partenaire         | Score    |          |
| -- | ---------- | --------------------------------------- | --------- | --------- | --------------- | -------------------------------- | ------------------ | -------- | -------- |
| 1  | 13-02-2006 | Diamond Proximus Games Anvers           | Tier II   | 600 000 $ | Moquette (int.) | Dinara Safina Katarina Srebotnik | Michaëlla Krajicek | 6-1, 6-1 | Parcours |
| 2  | 18-05-2009 | Internationaux de Strasbourg Strasbourg | Intern'l  | 220 000 $ | Terre (ext.)    | Nathalie Dechy Mara Santangelo   | Claire Feuerstein  | 6-0, 6-1 | Parcours |

## Parcours en Grand Chelem

### En simple dames
| Année | Open d'Australie                                       | Open d'Australie                                 | Internationaux de France                           | Internationaux de France                           | Wimbledon                                             | Wimbledon                                              | US Open                                         | US Open             |
| ----- | ------------------------------------------------------ | ------------------------------------------------ | -------------------------------------------------- | -------------------------------------------------- | ----------------------------------------------------- | ------------------------------------------------------ | ----------------------------------------------- | ------------------- |
| 1999  | 1900                                                   | 1900                                             | 1er tour (1/64)                                    | Nathalie Dechy                                     | 40                                                    | 40                                                     | Q2 \|\| style="text-align:left" \| Yuka Yoshida |                     |
| 2000  | Q2 \|\| style="text-align:left" \| Kerry-Anne Guse     | 2e tour (1/32)                                   | Silvia Farina                                      | Q2 \|\| style="text-align:left" \| Shinobu Asagoe  | -                                                     | -                                                      |                                                 |                     |
| 2001  | Q1 \|\| style="text-align:left" \| Zuzana Ondrášková   | 1er tour (1/64)                                  | Dája Bedáňová                                      | 1er tour (1/64)                                    | Amanda Coetzer                                        | Q2 \|\| style="text-align:left" \| Eva Martincová      |                                                 |                     |
| 2002  | Q1 \|\| style="text-align:left" \| Kelly Liggan        | 1er tour (1/64)                                  | Virginia Ruano                                     | 1er tour (1/64)                                    | Květa Hrdličková                                      | 3e tour (1/16)                                         | Elena Bovina                                    |                     |
| 2003  | 2e tour (1/32)                                         | Marlene Weingärtner                              | 2e tour (1/32)                                     | Dally Randriantefy                                 | 1er tour (1/64)                                       | Lisa Raymond                                           | 1er tour (1/64)                                 | A. Serra Zanetti    |
| 2004  | 1er tour (1/64)                                        | Denisa Chládková                                 | 2e tour (1/32)                                     | Silvija Talaja                                     | 2e tour (1/32)                                        | Serena Williams                                        | 2e tour (1/32)                                  | Francesca Schiavone |
| 2005  | 1er tour (1/64)                                        | Michaëlla Krajicek                               | 1er tour (1/64)                                    | Ana Ivanović                                       | 2e tour (1/32)                                        | Ana Ivanović                                           | 1er tour (1/64)                                 | Gisela Dulko        |
| 2006  | 1er tour (1/64)                                        | Katarina Srebotnik                               | 1er tour (1/64)                                    | Nathalie Dechy                                     | 1er tour (1/64)                                       | Elena Likhovtseva                                      | 1er tour (1/64)                                 | Kaia Kanepi         |
| 2007  | 1er tour (1/64)                                        | Elena Dementieva                                 | 1er tour (1/64)                                    | Jelena Janković                                    | Q3 \|\| style="text-align:left" \| Tatiana Perebiynis | Q3 \|\| style="text-align:left" \| Ekaterina Makarova  |                                                 |                     |
| 2008  | Q1 \|\| style="text-align:left" \| Zhang Shuai         | 1er tour (1/64)                                  | Vera Zvonareva                                     | 1er tour (1/64)                                    | Maria Sharapova                                       | Q3 \|\| style="text-align:left" \| Anna-Lena Grönefeld |                                                 |                     |
| 2009  | Q1 \|\| style="text-align:left" \| Alexandra Stevenson | 1er tour (1/64)                                  | Kirsten Flipkens                                   | 1er tour (1/64)                                    | Gisela Dulko                                          | Q1 \|\| style="text-align:left" \| Laura Robson        |                                                 |                     |
| 2010  | Q2 \|\| style="text-align:left" \| Kathrin Wörle       | 1er tour (1/64)                                  | Ágnes Szávay                                       | -                                                  | -                                                     | Q1 \|\| style="text-align:left" \| Misaki Doi          |                                                 |                     |
| 2011  | Q1 \|\| style="text-align:left" \| Chan Yung-jan       | 1er tour (1/64)                                  | Heather Watson                                     | 1er tour (1/64)                                    | Andrea Petkovic                                       | 1er tour (1/64)                                        | Vera Zvonareva                                  |                     |
| 2012  | 2e tour (1/32)                                         | Kim Clijsters                                    | 2e tour (1/32)                                     | Li Na                                              | 2e tour (1/32)                                        | Hsieh Su-Wei                                           | 1er tour (1/64)                                 | Anna Tatishvili     |
| 2013  | 2e tour (1/32)                                         | Ekaterina Makarova                               | 1er tour (1/64)                                    | Roberta Vinci                                      | Q2 \|\| style="text-align:left" \| Barbora Strýcová   | Q2 \|\| style="text-align:left" \| Alison Van Uytvanck |                                                 |                     |
| 2014  | Q2 \|\| style="text-align:left" \| Heather Watson      | Q1 \|\| style="text-align:left" \| Danka Kovinić | -                                                  | -                                                  | Q2 \|\| style="text-align:left" \| Melanie Oudin      |                                                        |                                                 |                     |
| 2015  | 1er tour (1/64)                                        | Christina McHale                                 | Q1 \|\| style="text-align:left" \| Teliana Pereira | Q2 \|\| style="text-align:left" \| Bethanie Mattek | Q1 \|\| style="text-align:left" \| Hsieh Su-Wei       |                                                        |                                                 |                     |
| 2016  | Q2 \|\| style="text-align:left" \| Richèl Hogenkamp    | Q2 \|\| style="text-align:left" \| Sara Sorribes | -                                                  | -                                                  | -                                                     | -                                                      |                                                 |                     |

À droite du résultat, l’ultime adversaire.

### En double dames
| Année | Open d'Australie                   | Open d'Australie          | Internationaux de France           | Internationaux de France    | Wimbledon                          | Wimbledon               | US Open                       | US Open                    |
| ----- | ---------------------------------- | ------------------------- | ---------------------------------- | --------------------------- | ---------------------------------- | ----------------------- | ----------------------------- | -------------------------- |
| 1999  | -                                  | -                         | 1er tour (1/32) S. Schoeffel       | Nicole Arendt M. Bollegraf  | -                                  | -                       | -                             | -                          |
| 2000  | -                                  | -                         | 2e tour (1/16) V. Razzano          | M. Hingis Mary Pierce       | -                                  | -                       | -                             | -                          |
| 2001  | -                                  | -                         | 1er tour (1/32) A. Cocheteux       | Petra Mandula P. Wartusch   | -                                  | -                       | -                             | -                          |
| 2002  | -                                  | -                         | 2e tour (1/16) C. Dhenin           | V. Ruano Paola Suárez       | -                                  | -                       | -                             | -                          |
| 2003  | -                                  | -                         | 1er tour (1/32) V. Razzano         | M. Sequera Vanessa Webb     | -                                  | -                       | -                             | -                          |
| 2004  | 1er tour (1/32) Ant. Serra Zanetti | B. Stewart S. Stosur      | 1er tour (1/32) V. Razzano         | B. Stewart S. Stosur        | -                                  | -                       | -                             | -                          |
| 2005  | -                                  | -                         | 1er tour (1/32) K. Chevalier       | J. Husárová C. Martínez     | -                                  | -                       | 1er tour (1/32) N. Vaidišová  | Amy Frazier Alina Jidkova  |
| 2006  | 3e tour (1/8) Ant. Serra Zanetti   | Likhovtseva V. Zvonareva  | 1er tour (1/32) Ant. Serra Zanetti | Chakvetadze Elena Vesnina   | 1er tour (1/32) Ant. Serra Zanetti | M. Krajicek Sania Mirza | -                             | -                          |
| 2007  | 1er tour (1/32) Klaudia Jans       | Sun Shengnan Sun Tiantian | 2e tour (1/16) Camille Pin         | K. Srebotnik Ai Sugiyama    | 2e tour (1/16) Selima Sfar         | Lisa Raymond S. Stosur  | 1/4 de finale Y. Shvedova     | Ágnes Szávay V. Uhlířová   |
| 2008  | 2e tour (1/16) Selima Sfar         | I. Benešová G. Voskoboeva | 1er tour (1/32) Olga Savchuk       | Dinara Safina Ágnes Szávay  | 1er tour (1/32) Camille Pin        | Anabel Medina V. Ruano  | 3e tour (1/8) Camille Pin     | Raquel Kops A. Spears      |
| 2009  | -                                  | -                         | 1er tour (1/32) Camille Pin        | L. Šafářová V. Uhlířová     | -                                  | -                       | -                             | -                          |
| 2010  | -                                  | -                         | 1er tour (1/32) C. Feuerstein      | Darija Jurak Petra Martić   | -                                  | -                       | -                             | -                          |
| 2011  | -                                  | -                         | 1er tour (1/32) C. Feuerstein      | Chan Yung-Jan M. Niculescu  | -                                  | -                       | -                             | -                          |
| 2012  | 2e tour (1/16) P. Cetkovská        | A. Hlaváčková L. Hradecká | 2e tour (1/16) K. Mladenovic       | Kaia Kanepi Zhang Shuai     | 2e tour (1/16) K. Mladenovic       | B. Mattek Sania Mirza   | 1er tour (1/32) Mirjana Lučić | V. Dushevina T. Tanasugarn |
| 2013  | 1er tour (1/32) Amanmuradova       | E. Makarova Elena Vesnina | 1er tour (1/32) I. Pavlovic        | O. Govortsova A. Tatishvili | 2e tour (1/16) Eva Hrdinová        | Hsieh Su-Wei Peng Shuai | -                             | -                          |
| 2014  | -                                  | -                         | 1er tour (1/32) Laura Thorpe       | Jana Čepelová S. Vögele     | -                                  | -                       | -                             | -                          |
| 2015  | -                                  | -                         | 2e tour (1/16) A. Hesse            | M. Hingis Sania Mirza       | -                                  | -                       | -                             | -                          |
| 2016  | -                                  | -                         | 1er tour (1/32) A. Hesse           | Darija Jurak Ana Konjuh     | -                                  | -                       | -                             | -                          |

Sous le résultat, la partenaire ; à droite, l’ultime équipe adverse.

### En double mixte
| Année | Open d'Australie | Open d'Australie | Internationaux de France       | Internationaux de France  | Wimbledon | Wimbledon | US Open | US Open |
| ----- | ---------------- | ---------------- | ------------------------------ | ------------------------- | --------- | --------- | ------- | ------- |
| 2005  | -                | -                | 1er tour (1/16) N. Devilder    | Navrátilová Leander Paes  | -         | -         | -       | -       |
| 2006  | -                | -                | 1er tour (1/16) M. Llodra      | S. Beltrame Marc Gicquel  | -         | -         | -       | -       |
| 2008  | -                | -                | 1er tour (1/16) Roger-Vasselin | B. Mattek Kevin Ullyett   | -         | -         | -       | -       |
| 2012  | -                | -                | 2e tour (1/8) Roger-Vasselin   | N. Grandin Paul Hanley    | -         | -         | -       | -       |
| 2013  | -                | -                | 1er tour (1/16) Roger-Vasselin | Lisa Raymond Bruno Soares | -         | -         | -       | -       |
| 2014  | -                | -                | 1er tour (1/16) Roger-Vasselin | Liezel Huber J. S. Cabal  | -         | -         | -       | -       |
| 2015  | -                | -                | 1er tour (1/16) Roger-Vasselin | K. Srebotnik Horia Tecău  | -         | -         | -       | -       |

Sous le résultat, le partenaire ; à droite, l’ultime équipe adverse.

## Parcours en «Premier Mandatory» et «Premier 5»
Découlant d'une réforme du circuit WTA inaugurée en 2009, les tournois WTA « Premier Mandatory » et « Premier 5 » constituent les catégories d'épreuves les plus prestigieuses, après les quatre levées du Grand Chelem.

### En simple dames
| Année |              | Premier Mandatory             | Premier Mandatory      | Premier Mandatory | Premier Mandatory |       | Premier 5 | Premier 5 | Premier 5  | Premier 5 | Premier 5 | Premier 5 | Premier 5 |
| Année | Indian Wells | Miami                         | Madrid                 | Pékin             |                   | Dubaï | Rome      | Canada    | Cincinnati |           | Tokyo     |           |           |
| Année | Indian Wells | Miami                         | Madrid                 | Pékin             |                   | Doha  | Rome      | Canada    | Cincinnati |           | Wuhan     |           |           |
| Année | Indian Wells | Miami                         | Madrid                 | Pékin             |                   |       | Rome      | Canada    | Cincinnati |           |           |           |           |
| 2009  |              | 1er tour (1/64) P. Cetkovská  |                        |                   |                   |       |           |           |            |           |           |           |           |
| 2012  |              |                               | 2e tour (1/32) Peng S. |                   |                   |       |           |           |            |           |           |           |           |
| 2013  |              | 1er tour (1/64) D. Hantuchová |                        |                   |                   |       |           |           |            |           |           |           |           |

Sous le résultat, l’ultime adversaire.

## Parcours en Fed Cup
| #                                                                  | Date       | Lieu       | Surface         | Gagnante(s)                          | Perdante(s)                     | Score      |          |
|                                                                    |            |            |                 |                                      |                                 |            |          |
| 2002 - 1/4 de finale (groupe mondial) - Slovaquie - France - 4 : 1 |            |            |                 |                                      |                                 |            |          |
| 1                                                                  | 20/07/2002 | Bratislava | Moquette (int.) | Janette Husárová Henrieta Nagyová    | Nathalie Dechy Stéphanie Foretz | 7-5, 6-0   | Parcours |
|                                                                    |            |            |                 |                                      |                                 |            |          |
| 2012 - Barrage (groupe mondial II) - France - Slovénie - 5 : 0     |            |            |                 |                                      |                                 |            |          |
| 2                                                                  | 21/04/2012 | Besançon   | Dur (int.)      | Stéphanie Foretz                     | Nastja Kolar                    | 7-66, 7-61 | Parcours |
| 2                                                                  | 21/04/2012 | Besançon   | Dur (int.)      | Stéphanie Foretz Kristina Mladenovic | Petra Rampre Katarina Srebotnik | 6-3, 6-4   | Parcours |

## Classements WTA en fin de saison

### En simple
| Année | 1997 | 1998 | 1999 | 2000 | 2001 | 2002 | 2003 | 2004 | 2005 | 2006 | 2007 | 2008 | 2009 | 2010 | 2011 | 2012 | 2013 | 2014 | 2015 |
| Rang  | 773  | 280  | 188  | 156  | 127  | 79   | 100  | 93   | 94   | 117  | 135  | 115  | 146  | 171  | 101  | 101  | 159  | 232  | 176  |

Source : (en) « Classements de Stéphanie Foretz », sur le site officiel du WTA Tour

### En double
| Année | 1997 | 1998 | 1999 | 2000 | 2001 | 2002 | 2003 | 2004 | 2005 | 2006 | 2007 | 2008 | 2009 | 2010 | 2011 | 2012 | 2013 | 2014 | 2015 |
| Rang  | 781  | 386  | 615  | 182  | 175  | 206  | 116  | 185  | 173  | 74   | 68   | 88   | 144  | 124  | 180  | 94   | 96   | 183  | 111  |

Source : (en) « Classements de Stéphanie Foretz », sur le site officiel du WTA Tour